# E. Power Biggs
Edward George Power Biggs (ur. 29 marca 1906 w Westcliff-on-Sea w hrabstwie Essex, zm. 10 marca 1977 w Bostonie) – amerykański organista pochodzenia brytyjskiego.

## Życiorys
Uczył się w Hurstpierpoint College (1917–1924) i w Royal Academy of Music w Londynie (1924–1929), w 1929 roku po raz pierwszy debiutował publicznie jako organista. W 1930 roku wyjechał do Stanów Zjednoczonych, w 1937 roku otrzymał amerykańskie obywatelstwo. Koncertował w USA, Kanadzie, Europie i Australii jako solista i z orkiestrami symfonicznymi. Od 1942 do 1958 roku występował z cotygodniowym programem muzycznym na falach rozgłośni CBS. W latach 1945–1946 w serii recitali organowych na Harvard University i Columbia University wykonał wszystkie utwory J.S. Bacha. Otrzymał doktoraty honoris causa Acadia University w Wolfville, New England Conservatory of Music w Bostonie i Coe College w Cedar Rapids.
Zamawiał utwory u czołowych amerykańskich kompozytorów takich jak Walter Piston, Roy Harris, Howard Hanson i Quincy Porter, a także u Benjamina Brittena. Dokonał szeregu nagrań płytowych. Grał wyłącznie na tradycyjnych organach, uważając dźwięk organów elektrycznych za wulgarny.